# (362911) Miguelhurtado
(362911) Miguelhurtado est un astéroïde de la ceinture principale.

## Description
(362911) Miguelhurtado est un astéroïde de la ceinture principale. Il fut découvert le 29 août 2009 à La Sagra par l'Observatoire astronomique de Majorque. Il présente une orbite caractérisée par un demi-grand axe de 3,12 UA, une excentricité de 0,08 et une inclinaison de 10,3° par rapport à l'écliptique.

## Compléments